# Persone di cognome Boni
| Questa pagina contiene informazioni ricavate automaticamente dalle voci biografiche con l'ausilio del template Bio e di un bot. L'aggiornamento è periodico e automatico e ricostruisce completamente la pagina. Se manca una persona in questa lista, sei pregato di non aggiungerla, ma accertati piuttosto che la sua voce biografica contenga il template Bio e che i dati anagrafici siano correttamente compilati. Se il template Bio manca, inseriscilo tu stesso o, in alternativa, metti l'avviso {{tmp\|Bio}} che ne segnala la mancanza. Se i dati riportati sono sbagliati, correggi direttamente la voce biografica; le modifiche saranno visibili in questa lista entro pochi giorni. Per chiarimenti vedi il progetto biografie. La lista contiene solo le 44 persone che sono citate nell'enciclopedia e per le quali è stato implementato correttamente il template Bio. Pagina aggiornata al 3 nov 2022. |

Questa è una lista di persone presenti nell'enciclopedia che hanno il cognome Boni, suddivise per attività principale.

## Allenatori di calcio(1)
- Loris Boni, allenatore di calcio e ex calciatore italiano (Remedello, n.1953)

## Allenatori di hockey su ghiaccio(1)
- Giacinto Boni, allenatore di hockey su ghiaccio, dirigente sportivo e ex hockeista su ghiaccio italiano (Supino, n.1963)

## Archeologi(1)
- Giacomo Boni, archeologo e architetto italiano (Venezia, n.1859 - Roma, † 1925)

## Architetti(2)
- Giuseppe Boni, architetto italiano (Carrara, n.1884 - † 1936)
- Michelangelo Boni, architetto italiano (Cagli, n.1804 - Cagli, † 1858)

## Astisti(1)
- Marco Boni, astista e bobbista italiano (Camposampiero, n.1984)

## Attori(4)
- Alessio Boni, attore italiano (Sarnico, n.1966)
- Carmen Boni, attrice italiana (Roma, n.1901 - Parigi, † 1963)
- Giorgia Boni, attrice, cantante e modella italiana (Torino, n.1999)
- Luisella Boni, attrice italiana (Como, n.1935)

## Briganti(1)
- Maria Grazia Boni, brigante e modella italiana (Sonnino, n.1797 - Sonnino)

## Calciatori(6)
- Alberto Boni, calciatore italiano (n.1905)
- Fausto Boni, calciatore e medico italiano (Porto Maurizio, n.1897 - Modena, † 1979)
- Gastone Boni, calciatore e allenatore di calcio italiano (Padova, n.1914 - Cesena, † 2004)
- Giuseppe Boni, calciatore italiano
- Trova Boni, calciatore burkinabé (Ouagadougou, n.1999)
- Valentina Boni, ex calciatrice italiana (Peschiera del Garda, n.1983)

## Canottieri(1)
- Bruno Boni, canottiere italiano (Cremona, n.1915 - Cremona, † 2003)

## Cantanti(1)
- Carla Boni, cantante italiana (Ferrara, n.1925 - Roma, † 2009)

## Cestisti(2)
- Alessandro Boni, ex cestista e dirigente sportivo italiano (Firenze, n.1964)
- Mario Boni, ex cestista e dirigente sportivo italiano (Codogno, n.1963)

## Ciclisti su strada(2)
- Guido Boni, ciclista su strada italiano (Vicchio, n.1933 - Firenze, † 2014)
- Silvio Boni, ciclista su strada italiano (Spineto di Castellamonte, n.1942 - Spineto di Castellamonte, † 2014)

## Direttori d'orchestra(1)
- Marco Boni, direttore d'orchestra e violoncellista italiano (Reggio Emilia, n.1960)

## Dirigenti sportivi(1)
- Deila Boni, dirigente sportiva e ex calciatrice italiana (Verona, n.1981)

## Gastronomi(1)
- Ada Boni, gastronoma e giornalista italiana (Roma, n.1881 - Roma, † 1973)

## Geologi(1)
- Alfredo Boni, geologo, paleontologo e accademico italiano (Sorengo, n.1909 - Pavia, † 1987)

## Ginnasti(1)
- Guido Boni, ginnasta italiano (Vicchio, n.1894 - Gattaia, † 1956)

## Naturalisti(1)
- Carlo Boni, naturalista e archeologo italiano (Modena, n.1830 - Salsomaggiore Terme, † 1894)

## Nuotatori(1)
- Vincenzo Boni, nuotatore italiano (Napoli, n.1988)

## Personaggi televisivi(1)
- Francesco Boni, personaggio televisivo e storico dell'arte italiano (Roma, n.1944)

## Pittori(2)
- Giacomo Antonio Boni, pittore italiano (Bologna, n.1688 - Genova, † 1766)
- Luigi Boni, pittore italiano (Cerbaiola, n.1904 - Castelfiorentino, † 1977)

## Politici(4)
- Annibale Boni, politico e militare italiano (Cremona, n.1824 - Pisa, † 1905)
- Bruno Boni, politico e dirigente sportivo italiano (Brescia, n.1918 - Brescia, † 1998)
- Davide Boni, politico italiano (Milano, n.1962)
- Yayi Boni, politico e banchiere beninese (Tchaourou, n.1952)

## Presbiteri(1)
- Francesco Boni, presbitero italiano (Ponteccio, n.1773 - Fosdinovo, † 1852)

## Rugbisti a 15(1)
- Tommaso Boni, rugbista a 15 italiano (Mestre, n.1993)

## Scrittori(1)
- Tanella Boni, scrittrice, poetessa e saggista ivoriana (Abidjan, n.1954)

## Scultori(1)
- Emilio Boni, scultore e pittore italiano (Prato, n.1844 - Prato, † 1867)

## Sindacalisti(1)
- Piero Boni, sindacalista e partigiano italiano (Reggio nell'Emilia, n.1920 - Roma, † 2009)

## Stilisti(1)
- Chiara Boni, stilista italiana (Firenze, n.1948)

## Triplisti(1)
- Michele Boni, ex triplista italiano (Verona, n.1981)